# Себолья
Себолья (ісп. Cebolla) — муніципалітет в Іспанії, у складі автономної спільноти Кастилія-Ла-Манча, у провінції Толедо. Населення — 3834 особи (2010).
Муніципалітет розташований на відстані близько 90 км на південний захід від Мадрида, 47 км на захід від Толедо.

## Демографія
Динаміка населення (INE ):

## Галерея зображень

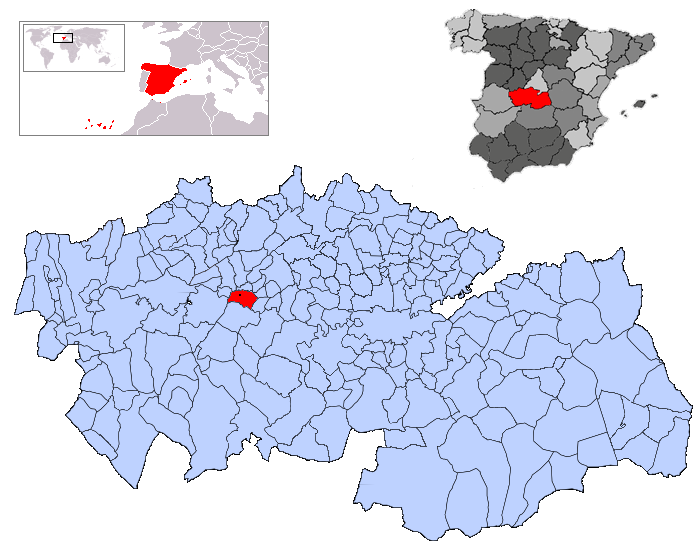
Розташування муніципалітету у провінції Толедо